# 6618 Jimsimons
A 6618 Jimsimons (ideiglenes jelöléssel (6618) 1936 SO) egy kisbolygó a Naprendszerben. Clyde Tombaugh fedezte fel 1936. szeptember 16-án.